# Carl-Gustaf Wiberg
Carl-Gustaf Wiberg, född 9 februari 1883 i Odensjö, Kronobergs län, död 9 februari 1949 i Eslöv, var en svensk läroverksadjunkt och målare. 
Han var son till trävaruhandlaren Johan Wiberg och Anna-Lena Krantz och gift med Alfhild Ingrid Helena Kull. Efter avlagd fil. mag.-examen 1917 anställdes han som lärare 1921 vid Eslövs högre allmänna läroverk där han var ordinarie adjunkt 1919–1948. Vid sidan av sitt arbete var han en mycket produktiv konstnär efter att han studerat målning för Anders Olson i Malmö. En minnesutställning med hans konst visades i Eslöv 1950. Hans konst består av landskapsskildringar från Bohuslän, Skåne, Småland och Frankrike.  
Gift 1943.